# Rýžový nákyp

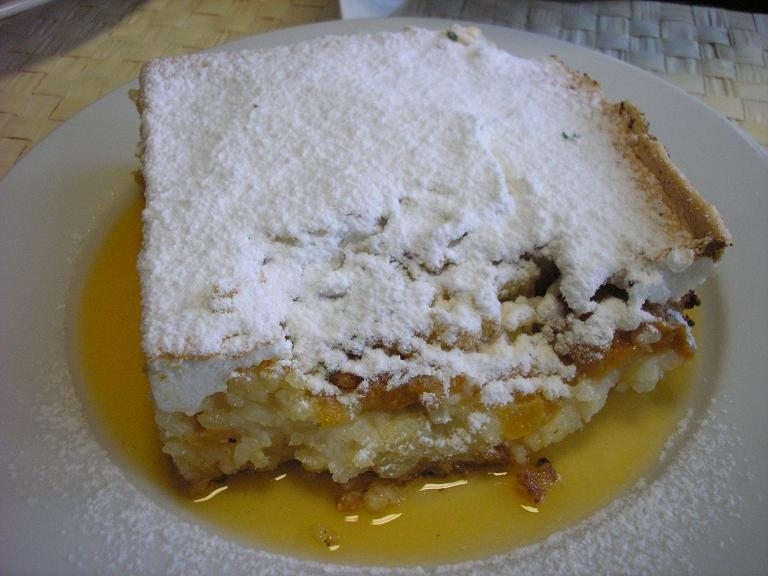
Rýžový nákyp

Rýžový nákyp je pokrm z české a slovenské kuchyně. Lze ho podávat jakožto hlavní chod i jako dezert, teplý i studený. Jedná se o zapečený sladký pudink, jehož základem je rýže, mléko, vejce, máslo a někdy i rozinky a sušené ovoce. Obvykle se podává s kompotem z meruněk, broskví, švestek, třešní nebo jiného ovoce, posypaný moučkovým cukrem nebo ozdobený ušlehaným bílkem.